# Villa Sellgren
 (septembre 2018).
Si vous disposez d'ouvrages ou d'articles de référence ou si vous connaissez des sites web de qualité traitant du thème abordé ici, merci de compléter l'article en donnant les références utiles à sa vérifiabilité et en les liant à la section « Notes et références ».
La Villa Sellgren est une maison située sur l'île de Lodochny (en finnois : Venäjänsaari) dans le golfe de Finlande.

## Histoire
La propriété a été construite pour Evert Viktor Sellgren (fi) par l'architecte finlandais Uno Ullberg et achevée en 1913.
En 1986, la maison est utilisée comme décor pour le tournage du film His Last Bow de Arthur Conan Doyle.
La propriété a fait partie des réserves forestières nationales jusqu'en 2012 lorsque les lieux ont été déclassés pour permettre la construction de plusieurs nouveaux bâtiments dont un héliport.
Selon le quotidien Rosreestr, l'entreprise Sever Group est propriétaire de l'ensemble des bâtiments de la résidence. Sever Group était détenue par le président de Baltic Media Group, Oleg Roudnov, jusqu'en 2014. La propriété appartient désormais à son fils Sergeï depuis 2015.
En 2017 l’opposant Alexeï Navalny a publié une enquête affirmant la découverte d’un « manoir secret » appartenant au président Vladimir Poutine. Le domaine occupe un terrain de 50 hectares délimité par une clôture électrifiée. La propriété s’étale sur toute une péninsule et la rive qui lui fait face. La route d’accès est fermée et gardé en permanence par des membres du FSO (service de sécurité du président russe).
L’imagerie satellite permet d’observer une piste d’atterrissage pour hélicoptère et une digue permettant d’amarrer au moins un gros yacht. Le manoir principal historique a une superficie de 745 m2 sur trois étages ainsi qu’une dépendance de 1 500 m2 abritant un centre sportif et de remise en forme avec une piscine. On y trouve également une maison d'invité de 1 500 m2.